# شکار برای اکتبر سرخ (فیلم)
شکار برای اکتبر سرخ (انگلیسی: The Hunt for Red October) فیلمی در ژانر اکشن، تریلر سیاسی، درام، تکنو تریلر، و جاسوسی به کارگردانی جان مک‌تیرنان است که در سال ۱۹۹۰ منتشر شد.

## بازیگران
- شان کانری
- اسکات گلن
- جیمز ارل جونز
- سام نیل
- جاس آکلند
- ریچارد جردن
- پیتر فرث
- تیم کوری
- کورتنی بی. ونس
- استلان اسکارشگورد
- جفری جونز
- توماس آرانا
- فرد تامپسون
- الک بالدوین
- آنتونی پک
- دانیال دیویس
- گیتس مک‌فدن
- لری فرگوسن
- رونالد گوتمن
- پینگ وو
- کشیشتف یانچار